# 入院患者
「入院患者」（にゅういんかんじゃ、The Resident Patient）は、イギリスの小説家、アーサー・コナン・ドイルによる短編小説。「シャーロック・ホームズシリーズ」の一つで、56ある短編小説のうち21番目に発表された作品である。イギリスの『ストランド・マガジン』1893年8月号、アメリカの『ハーパーズ・ウィークリー』1893年8月12日号に発表。同年発行の第2短編集『シャーロック・ホームズの思い出』(The Memoirs of Sherlock Holmes) に収録された。

## あらすじ
1880年代後半（詳細な年は正典に記載されていない）10月、ホームズは開業医であるトレヴェリアン医師からの依頼を受ける。
トレヴェリアンは、有名大学で医学を学んだ精神病治療の権威で、論文が書籍として発行されるほどの手腕だったが、自分の医院を開設するほどの資金がなかった。しかし数年前、投機のためのスポンサーになりたいと申し出たブレシントンという男の提案に乗ってブルック街で開業し、ブレシントンはトレヴェリアンの入院患者として医院に同居することになった。その条件とは、開業資金と雇人の費用をすべてブレシントンが負担し、そのかわり医院の儲けの25パーセントだけをトレヴェリアンが受け取るというものだった。トレヴェリアンの医院は、彼の名声によって繁盛し、そのおかげでブレシントンはこのあたりでも有数の資産家になった。それからは順風満帆に過ごしてきたが、数週間ほど前にブレシントンは、近くで強盗事件が起こったと取り乱した様子で話し、部屋中の錠をもっと丈夫なものにするように言った。
2日前に、トレヴェリアンは強硬症の父を診てもらいたいという手紙を受け取り、その翌日の夕方、ロシア人貴族である患者と付き添いの息子がやってくる。父親が診察を受けているあいだは、息子は待合室にいるという。患者を診察中に急な発作が起こったが、トレヴェリアンが倉庫から薬を取ってくる数分間のうちに、患者は息子ともども消えてしまっていた。だがその翌日、つまり今日の夕方、昨日と同じ時刻に彼らは再びやってきて、診察の続きを受けた。その晩、散歩から帰ったブレシントンは、自分の部屋に誰かが侵入した跡があると、取り乱した様子でトレヴェリアンを問いつめた。部屋に第三者の足跡があったのだ。おそらく今日来た患者の息子のほうが、待合室から出て侵入したとしか考えられず、トレヴェリアンはホームズに事件の真相解明を依頼する。ホームズは調査のために医院を訪れたのだが、ピストルをかまえたブレシントンの出迎えを受ける。一緒にいたトレヴェリアンの姿を見て、ブレシントンは安堵する。ホームズが足跡について尋ねれば、「自分を狙う人物に心当たりはない」というブレシントンの主張に対して、ホームズは「真実を話していない」と態度を硬化させ、捜査を打ち切る。
翌朝、ブレシントンが首吊り死体となって発見される。朝のコーヒーを持っていったメイドが見つけたのだ。警察では自殺ではないかと推測するが、ホームズは周到に計画された殺人であると考える。ブレシントンの部屋を訪れたホームズは、残された足跡が老人と屈強な男、それから第三者の3人だという。どれもトレヴェリアンの足跡とは違う。また、暖炉に残されていた葉巻の吸い殻は4本あり、それぞれの銘柄や吸い口の切断方法から、ブレシントン以外に3人の男がいたことは確実だった。
ホームズの脳裏には、1875年に発生したワージントン銀行強盗事件が浮かんでいた。犯人は5人組で全員逮捕されたのだが、うち1人が仲間を裏切って自白した。そのため、銀行の管理人を殺した主犯は絞首刑にされ、自白した者は許され、他の3人は刑務所送りになっていた。自白したのは5人組のうちの1人であるサットン＿ブレシントンに違いない。彼は何食わぬ顔で生活していたのだが、仲間たちは予定の刑期よりも何年も早く刑務所から出されることになった。ブレシントンが数週間前に取り乱したのは、仲間が出所したことを新聞で知ったからであり、そのため戸締りに注意したのであった。仲間はブレシントンの居場所をつきとめ、強硬症の患者親子を装って医院を訪れた。夕方に来たのは、他の患者がいない時間帯だったからだ。息子役の男は待合室を出てブレシントンの部屋に行ったが、彼は散歩に行って不在だった。次の日も同じ時間に診察に来たが、このときも散歩で不在だった。そこで、夜間に3人で忍び込んだ。寝ていたブレシントンを起こして縛り上げ、3人で話し合った結論は縛り首であった。こうしてブレシントンは殺された。恨みを晴らした3人組の、その後の行方は分からなかった。たぶんアメリカへ向かう途中で沈没した客船に、乗船していたのではないかと考えられた。